# Dick Warlock
Dick Warlock (Cincinnati, 5 febbraio 1940) è un attore e stuntman statunitense. Warlock ha due figli, Billy e Lance Warlock, e una figlia, Rhonda.

## Filmografia
- Berretti verdi (1968)
- Dirty Mary, Crazy Larry (1974)
- Terremoto (1974)
- Herbie al rally di Montecarlo (1977)
- The Nude Bomb (1980)
- Halloween II - Il signore della morte (1981)
- Halloween III - Il signore della notte (1982)
- Fenomeni paranormali incontrollabili (1984)
- Quicksilver (1986)
- Convicted (1986)
- Videokiller (Remote Control) (1987)
- Omega Syndrome (1987)
- Pumpkinhead (1989)
- The Abyss (1989)
- I figli del fuoco (1990)
- Colombia Connection - Il massacro (1990)
- The Rocketeer (1991)
- Beastmaster 2: Through the Portal of Time (1991)
- Guncrazy (1992)
- Dreamrider (1993)